# Peltidium quinquesetosum
Peltidium quinquesetosum is een eenoogkreeftjessoort uit de familie van de Peltidiidae. De wetenschappelijke naam van de soort is voor het eerst geldig gepubliceerd in 1999 door Song & Yun.